# Henri Gagnon
Charles Édouard Gustave Henri Gagnon (* 6. März 1887 in Québec (Stadt); † 17. Mai 1961 in Québec) war ein kanadischer Organist, Komponist und Musikpädagoge.

## Leben und Wirken
Gagnon hatte von 1895 bis 1900 den ersten Klavierunterricht bei seinem Vater Gustave Gagnon. Darauf studierte er bis 1903 Solfège und Harmonielehre bei Joseph Vézina und Orgel bei William Reed. Einen ersten Erfolg als musikalisches Wunderkind hatte er mit einem Konzert bei der Pan-American Exposition 1901 in Buffalo, dem Auftritte in Québec und Cliff Haven folgten.
Von 1903 bis 1907 setzte er seine Ausbildung in Montreal bei Arthur Letondal (Klavier), Romain-Octave Pelletier und Romain Pelletier (Orgel), Guillaume Couture (Harmonielehre und Kontrapunkt) und Charles-Hugues Lefebvre (Kirchenmusik) fort. Zugleich wirkte er bis 1906 als Organist am Collège du Gesù und dann am Collège Loyola. 1907 reiste er nach Paris, um seine Ausbildung bei Amédée Gastoué, Eugène Gigout, Isidor Philipp und Charles-Marie Widor zu vervollkommnen. Er hatte in dieser Zeit Auftritte bei den von Firmin Touche und dessen Bruder organisierten Concerts Touche und vertrat gelegentlich seinen Lehrer Gigout als Organist an der Kirche St-Augustin. 1910 kehrte er nach Kanada zurück, reiste aber mehrfach in den Sommern der folgenden Jahre nach Paris, um weiteren Unterricht bei Widor und Joseph Bonnet zu nehmen.
Nach seiner Rückkehr wurde Gagnon Organist an der Kathedrale Notre-Dame de Québec; diese Stelle hatte er bis zu seinem Tode inne. Von 1917 bis 1933 unterrichtete er an der École normale Laval und am Petit Séminaire de Québec. Ab 1923 unterrichtete er Klavier und Orgel an der Universität Laval. Von 1929 bis 1932 war er Präsident der Académie de musique du Québec. Er war unter den ersten Dozenten des 1944 gegründeten Conservatoire de musique du Québec, dessen Direktor er von 1946 bis 1961 war. Zu seinen Schülern zählten u. a. Jean-Marie Beaudet, Marius Cayouette, Léon Destroismaisons, Lucille Dompierre, Alice Duchesnay, Claude Lagacé und Joseph Turgeon. 
Die populärste Komposition Gagnons war Rondel de Thibaut de Champagne, ein Stück, das Edward Johnson und Rodolphe Plamondon in ihr Repertoire aufnahmen. Seine Mazurka und Deux Antiennes wurden in der Orchestration von Maurice Blackburn bzw. Jean-Josaphat Gagnier von CBC Montreal Orchestra unter der Leitung von Jean-Marie Beaudet aufgenommen.
1959 drehte der Regisseur Raymond Leboursier einen Dokumentarfilm über Gagnon (Henri Gagnon, organiste). Die Organisten Antoine Bouchard, Sylvain Doyon, Claude Lagacé und Antoine Reboulot nahmen 1974 das Album Hommage à Henri Gagnon auf; Reboulot spielte hier seine eigenen Variations sur le nom d'Henri Gagnon. Zum 100. Geburtstag Gagnons erschien das Album Le Tombeau de Henri Gagnon, für das sechs Komponisten sieben Orgelstücke komponierten.
Gagnons Sohn Denys Gagnon war Musikproduzent bei der CBC.